# マーライオン公園
マーライオン公園は、シンガポールのランドマークであり、シンガポールのダウンタウンコア地区の中央ビジネス地区（CBD）に近い主要な観光名所。
マーライオンはライオンの頭と魚の体を持つ伝説上の生き物であり、シンガポールのマスコットとして、また国の擬人化キャラクターとして広く使用されている。2体のマーライオン像が公園に設置されている。元々のマーライオン像は高さ8.6メートルの高さがあり、口から水を吹き出している。その後、元の像の近くに高さ2メートルの仔マーライオンが加えられた。

## 歴史
元のマーライオン公園はシンガポールのエンブレムとして、1964年にシンガポール川の河口近くにシンガポール観光庁（STB）によって設計された。1972年9月15日、当時のリー・クアンユーシンガポール首相の司会で銅像の設置式が行われ、公園が公式に開園した 。オリジナルのマーライオンの像はシンガポール川の河口に立っていた。マーライオンの建立は1971年11月に開始され、1972年8月に完了した。シンガポールの彫刻家、故リム・ナンセンと彼の8人の子供たちによって作られた。彫刻の高さは8.6メートルあり、重量は70トンある。

### マーライオンの移設
エスプラネード橋が1997年に完成すると、元のマーライオン公園の場所はシンガポール川の入り口ではなくなり、像もマリーナ・ベイ・ウォーターフロントからはっきり見ることができなくなった。2002年4月23日、像はフラトン・ホテルに隣接するエスプラネード橋の反対側に作られた新しい桟橋に移設された。この移設には750万ドルの費用がかかり、2002年4月25日完了した。2002年9月15日、当時のリー・クアンユー上級相が元の公園の4倍の広さを持つ現在のマーライオン公園にマーライオンを受け入れるセレモニーを行った。

### マーライオン像の損傷
2009年2月28日、午後4時から5時の間にマーライオン像に雷が落ちた。近くにいたスタッフは、破片が地面に落ちた時に、爆発音とそれに続く大きな音が聞こえたと述べている。同年3月に修理が完了し、マーライオンは2009年3月18日に水の噴出を再開した。

### 修復作業
マーライオン公園と彫像は、2019年にいくつかの修復作業を受けた。

## ギャラリー

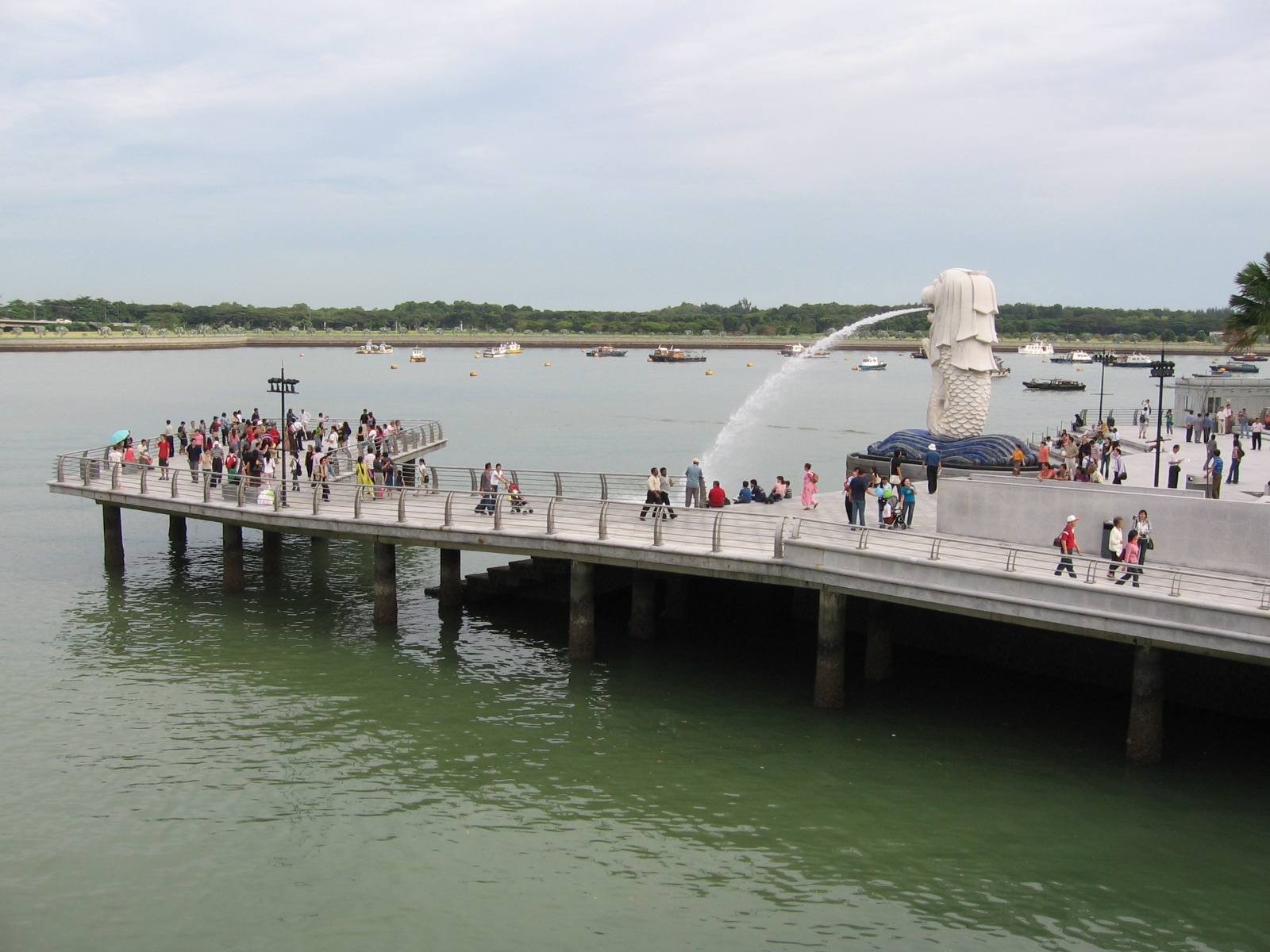
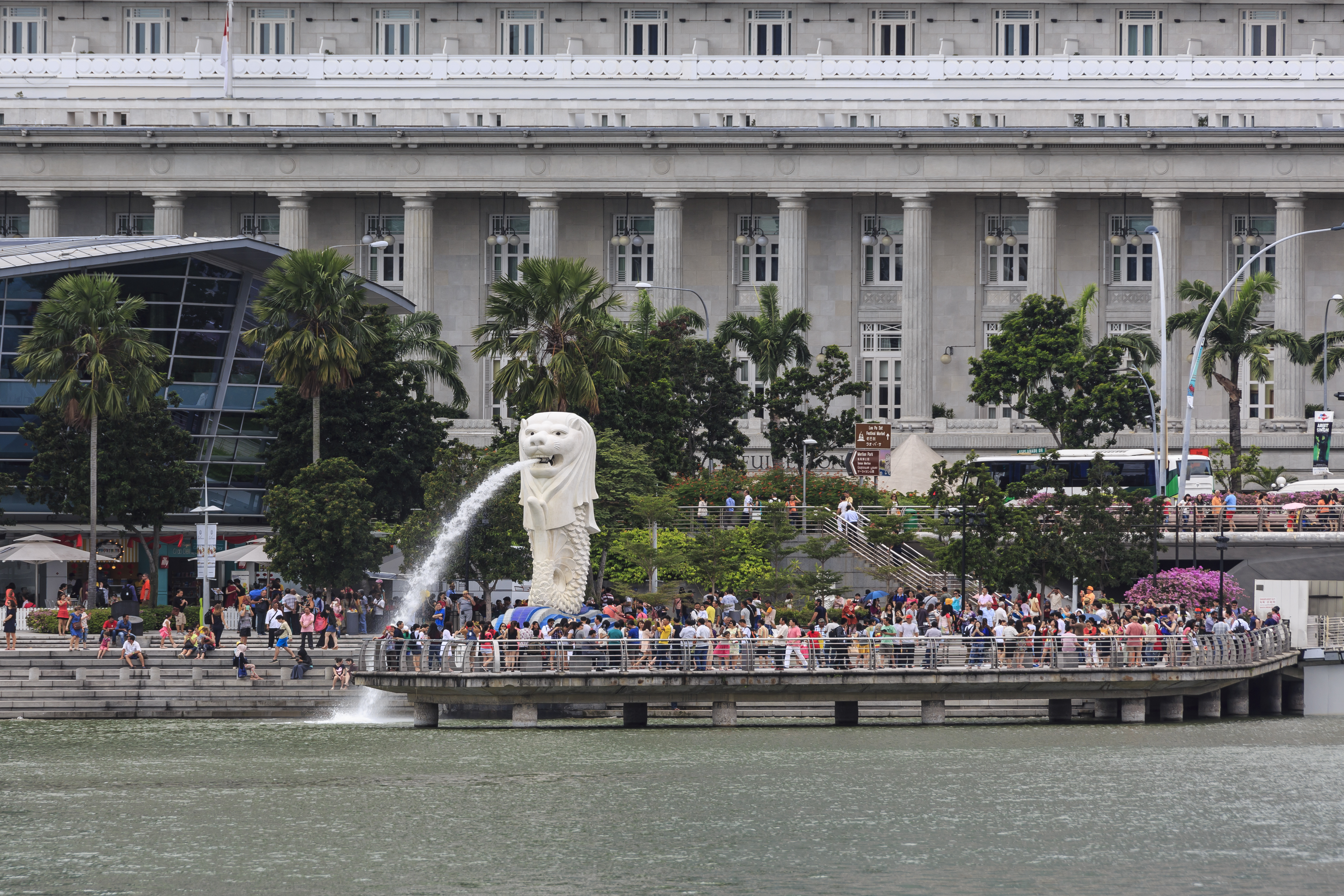
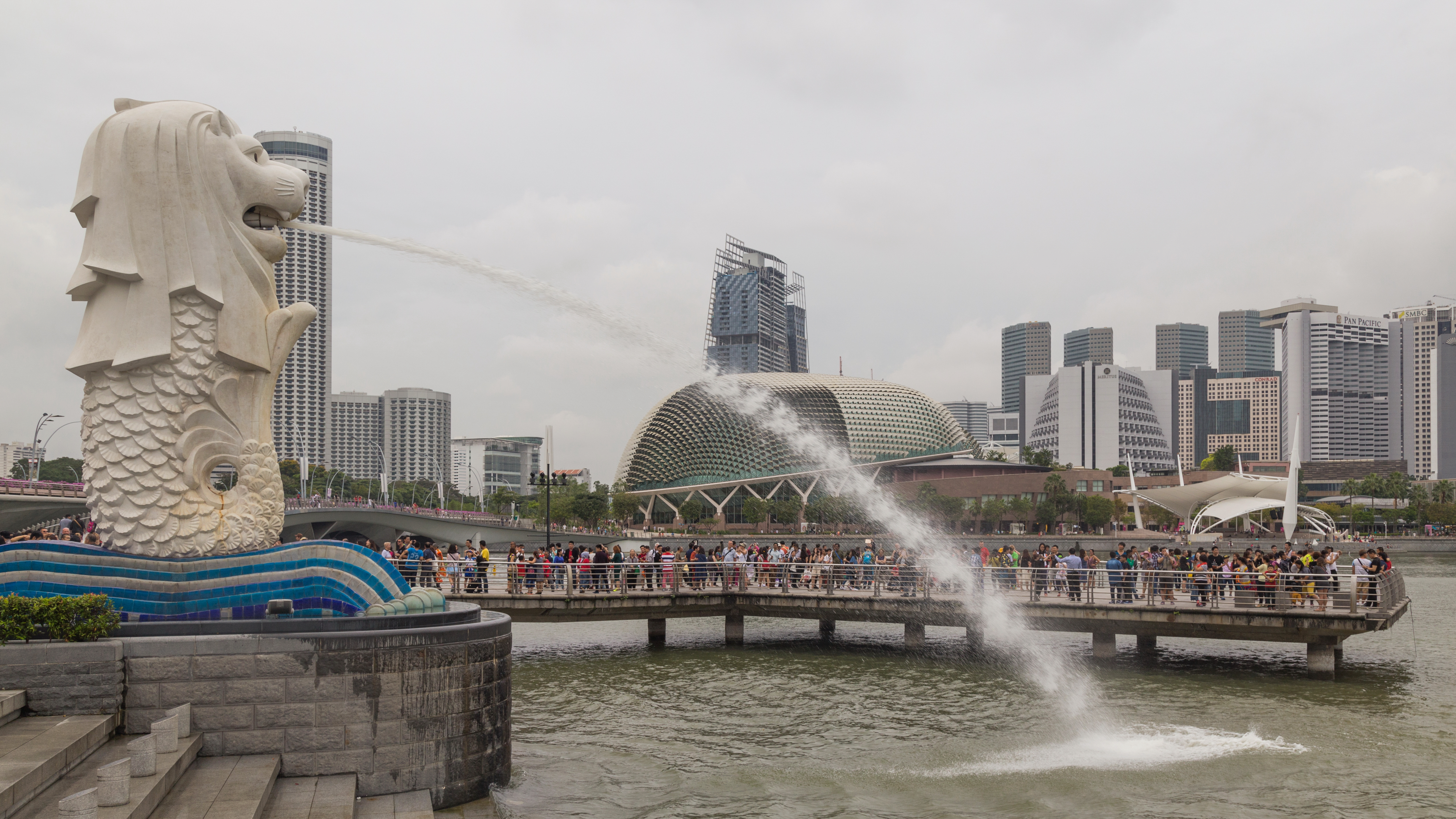
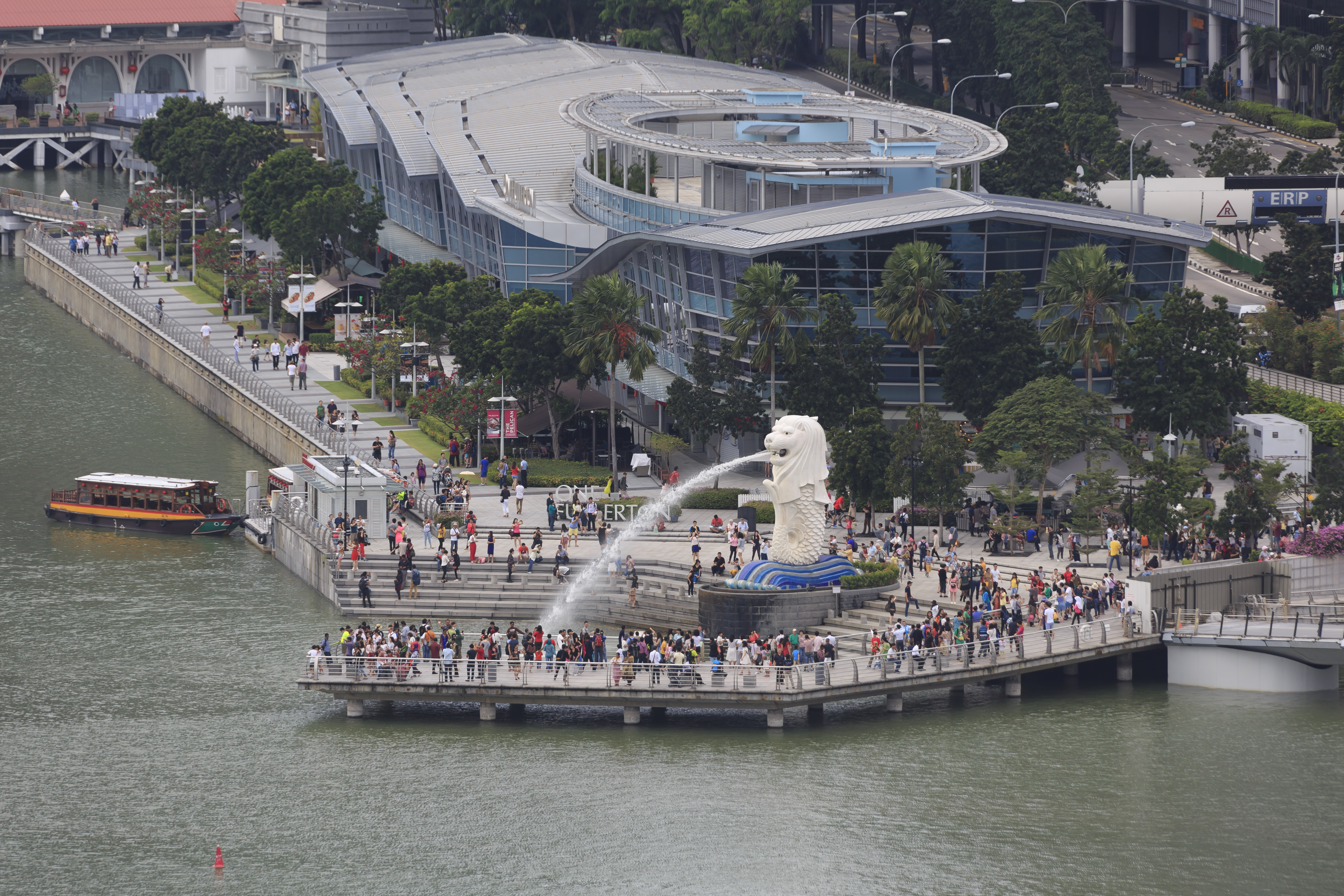
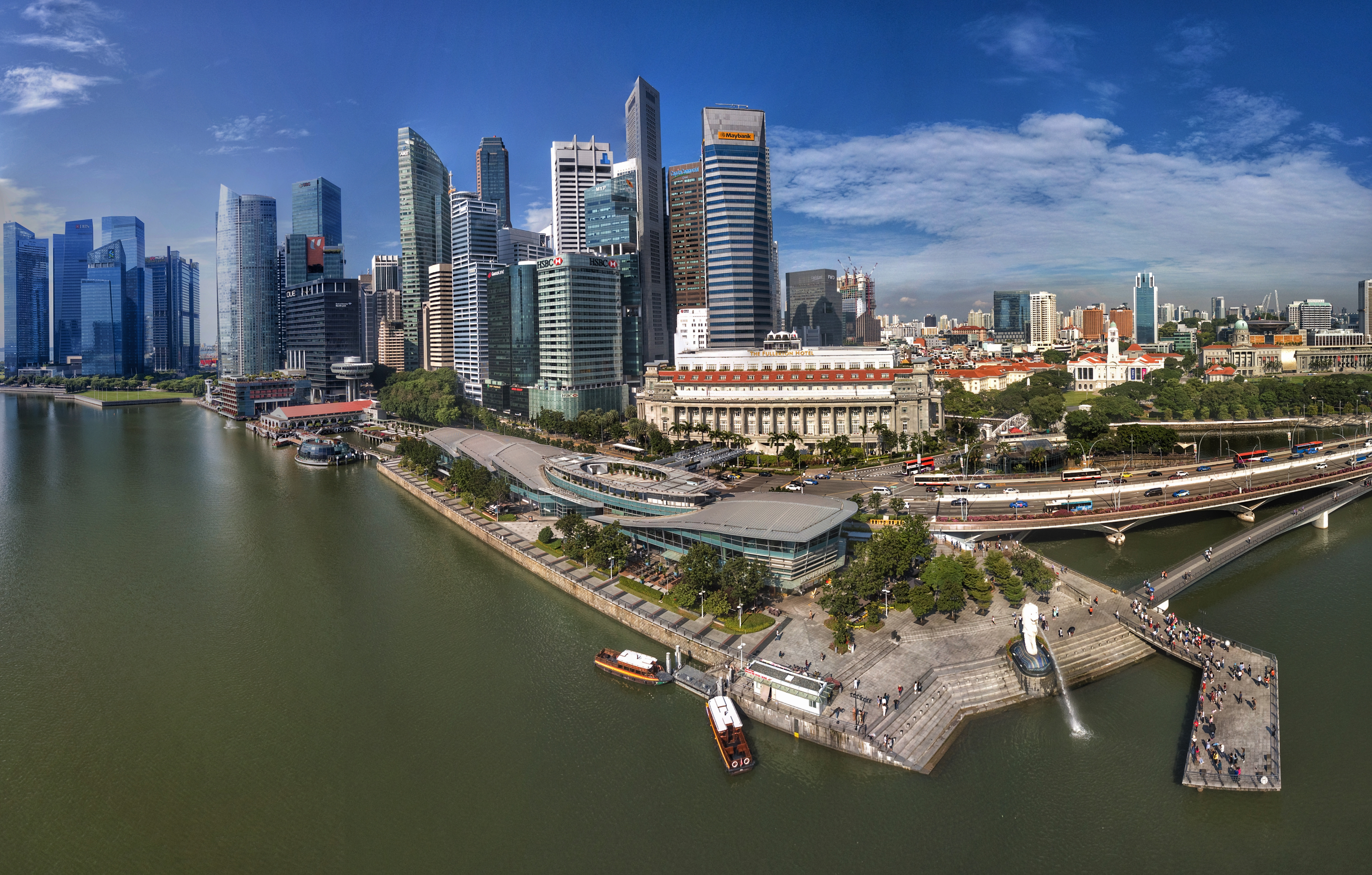
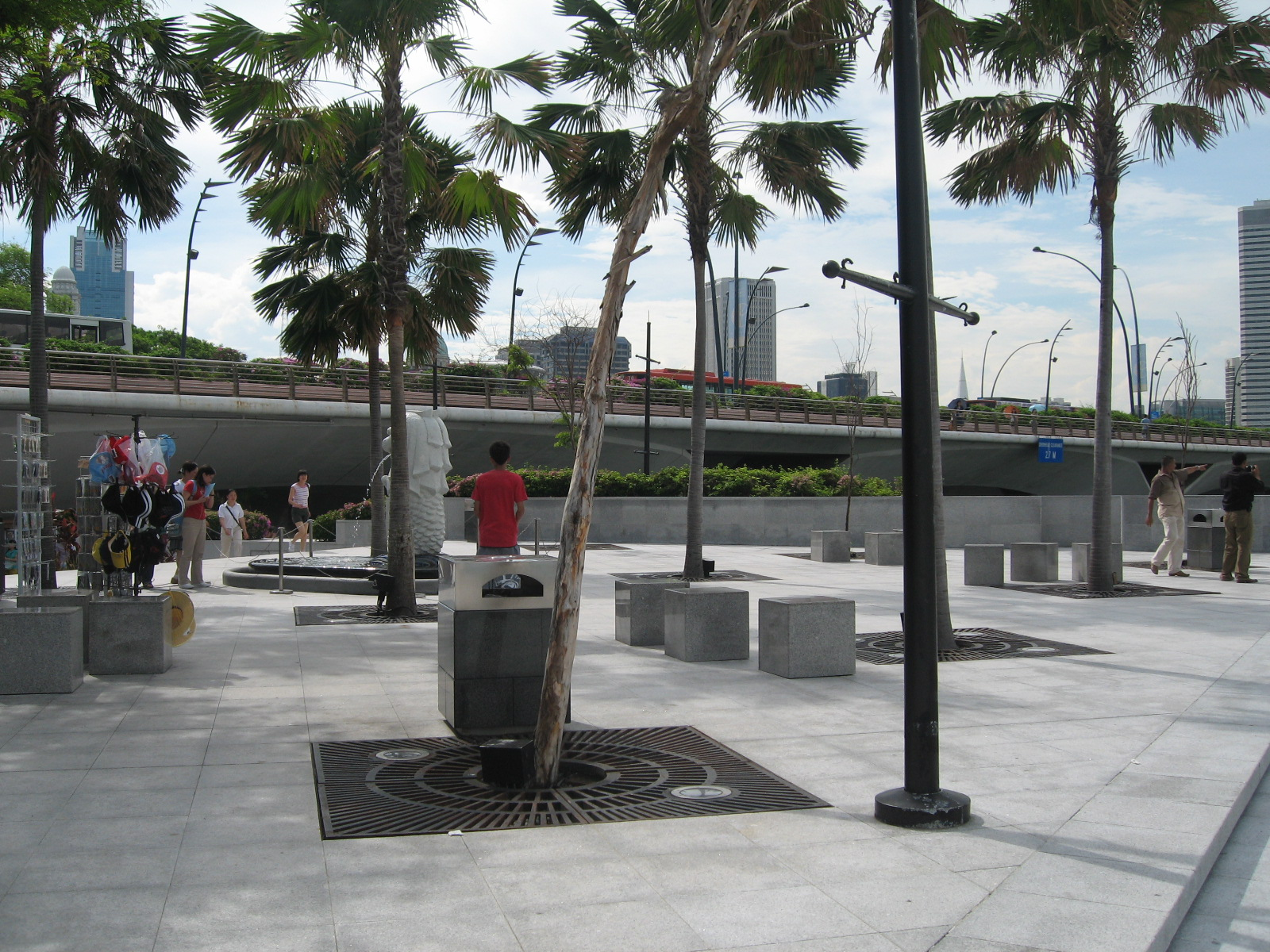
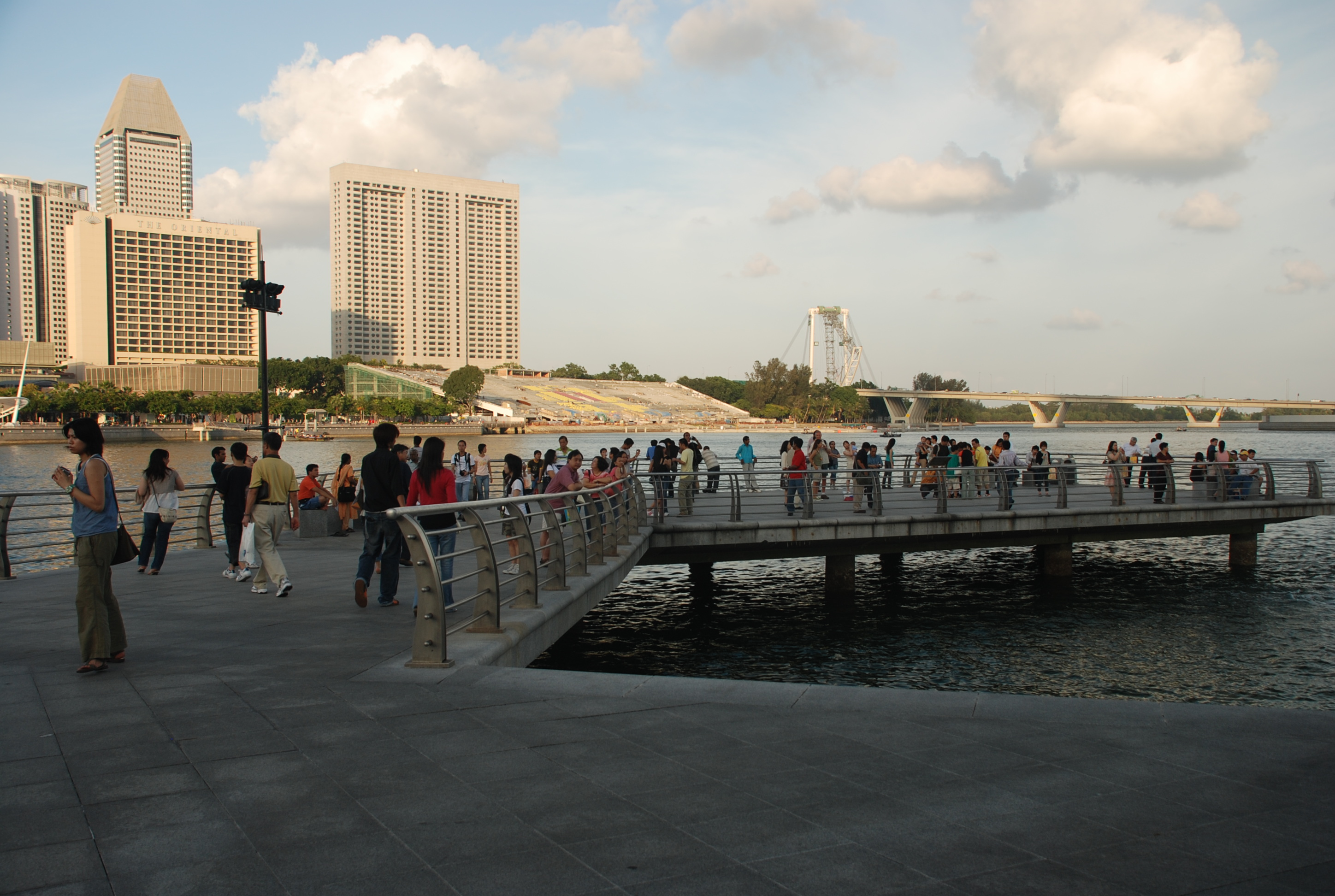
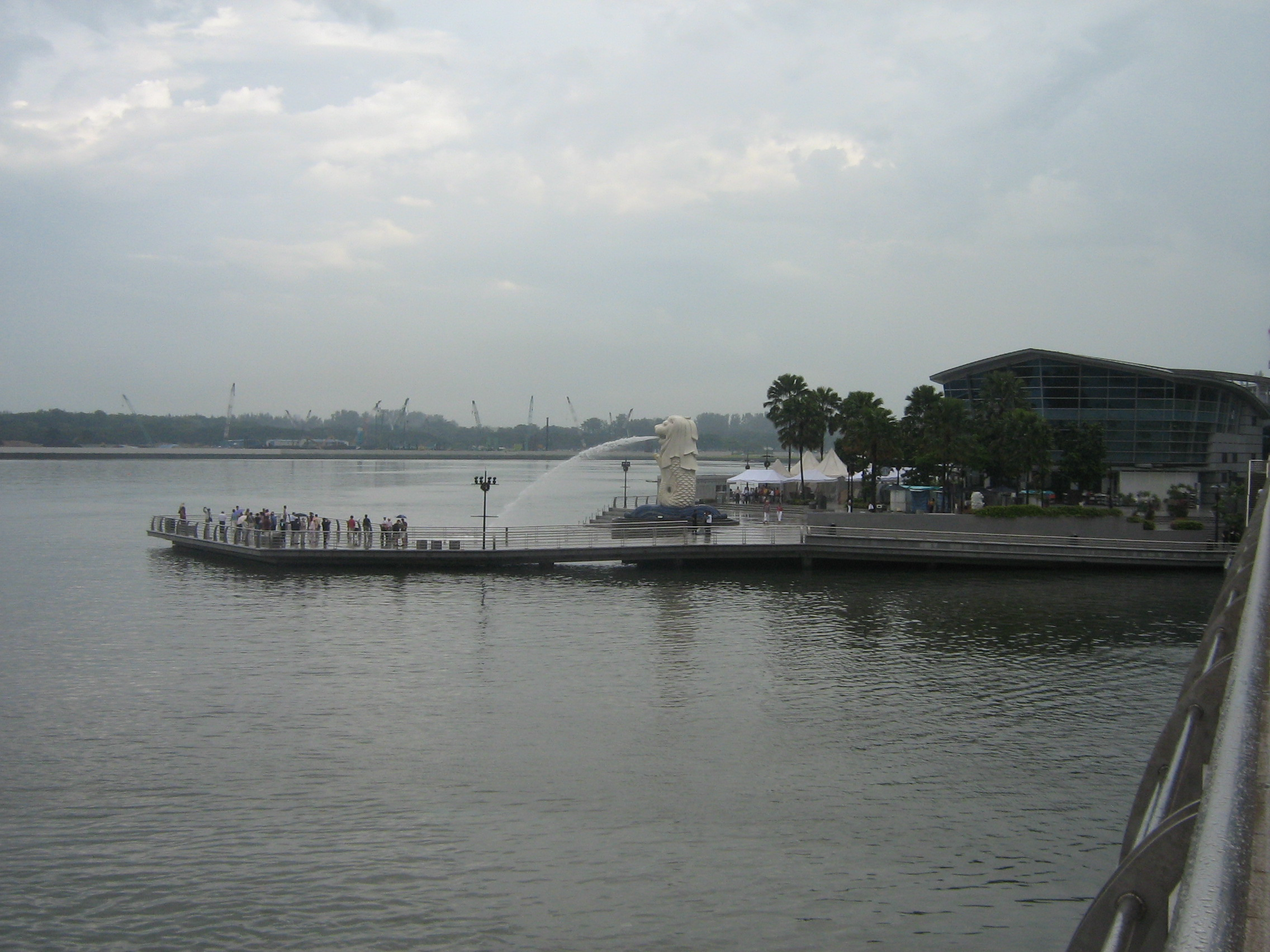
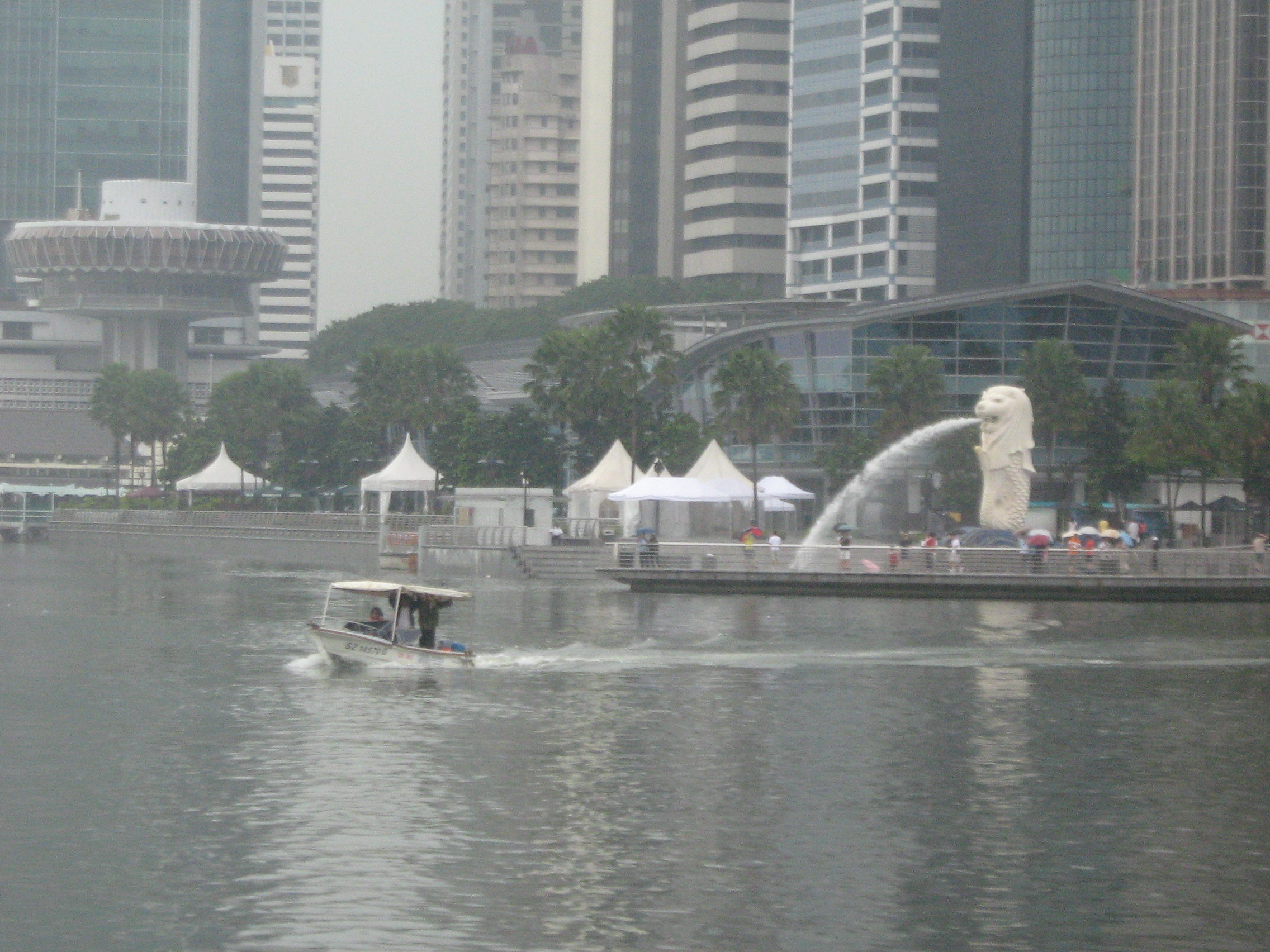
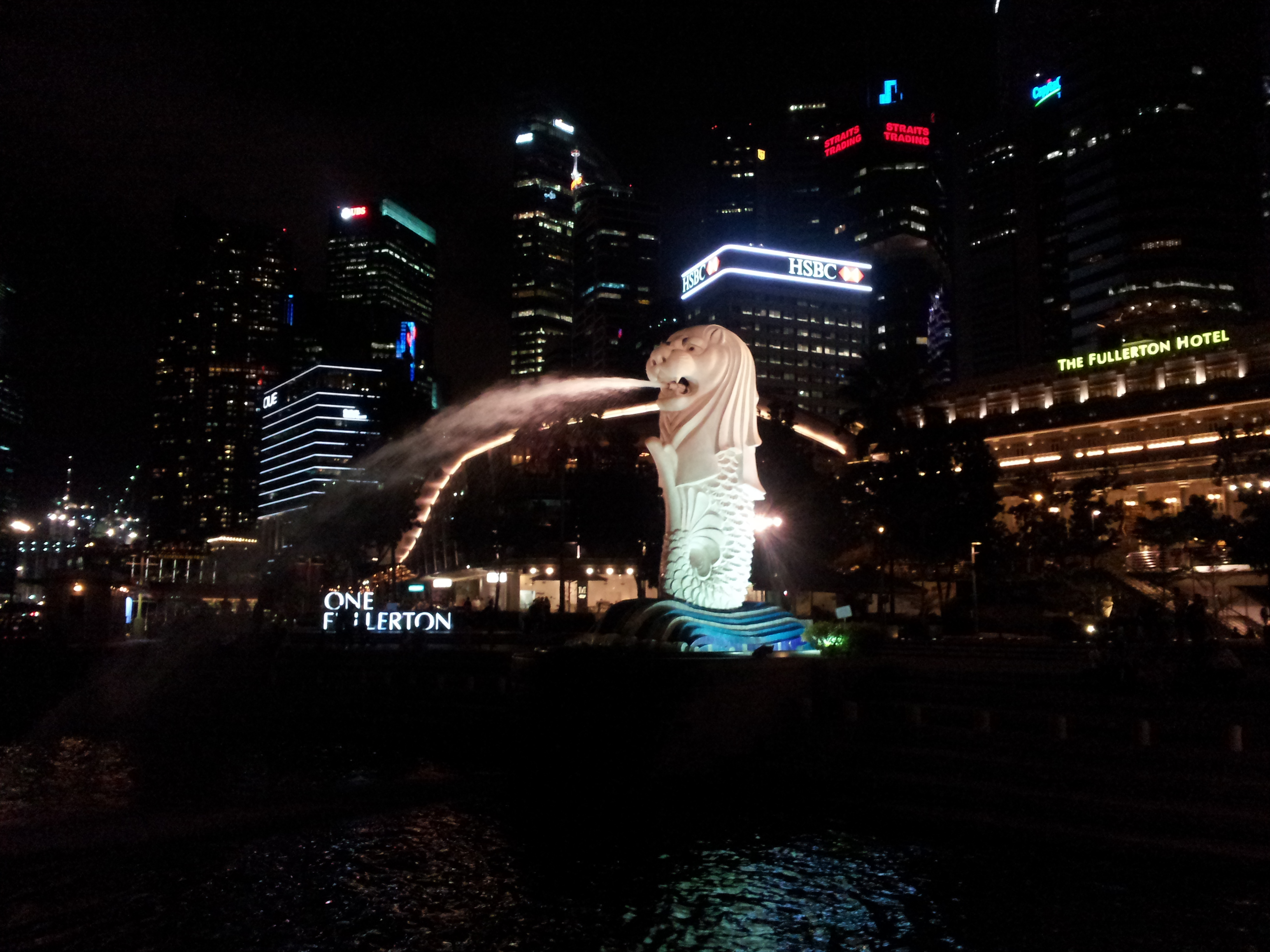
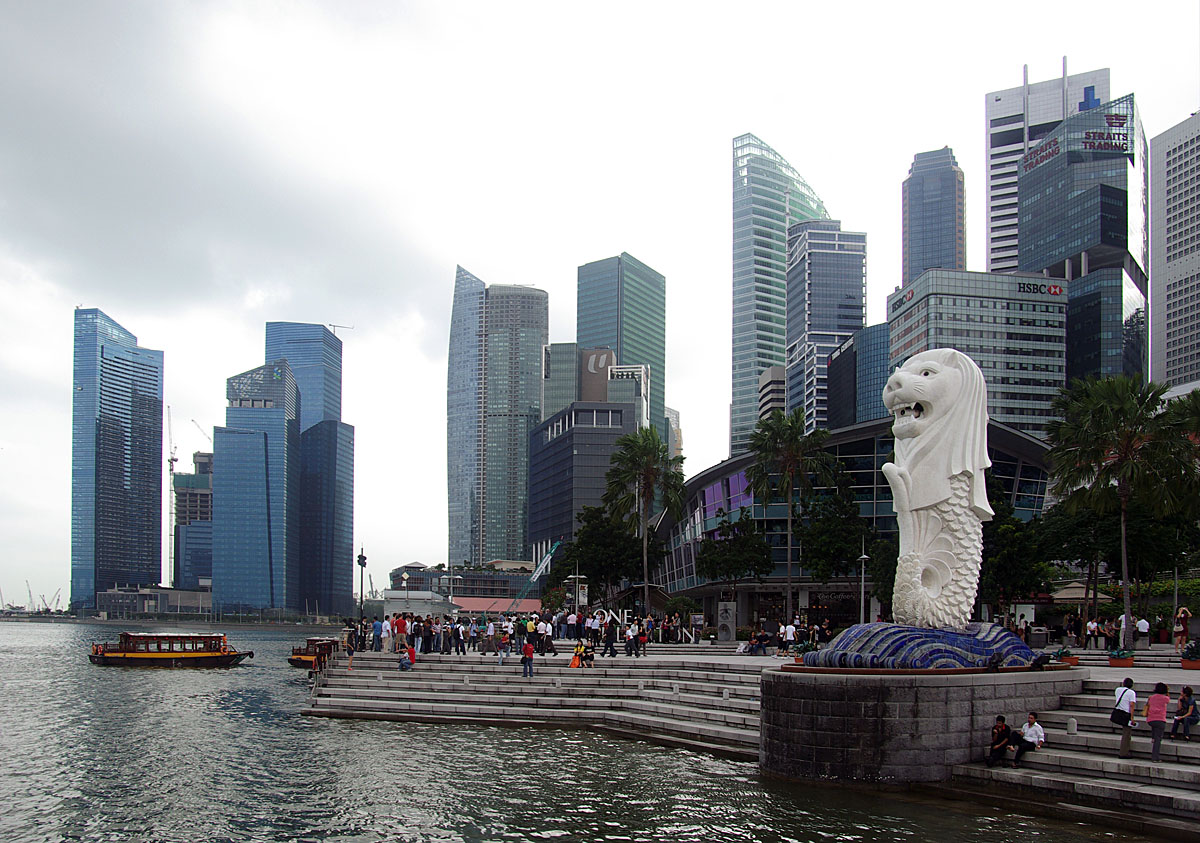
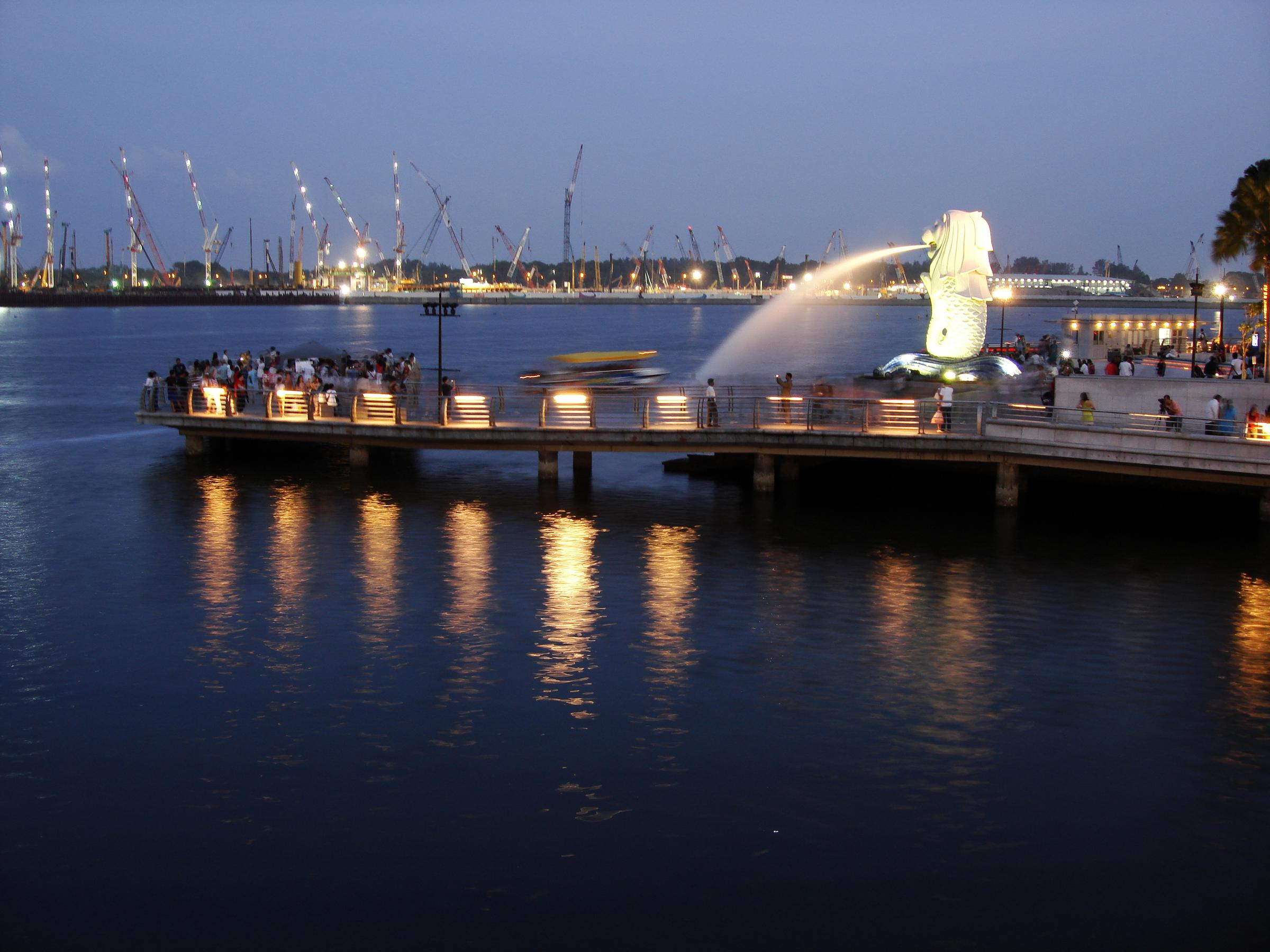
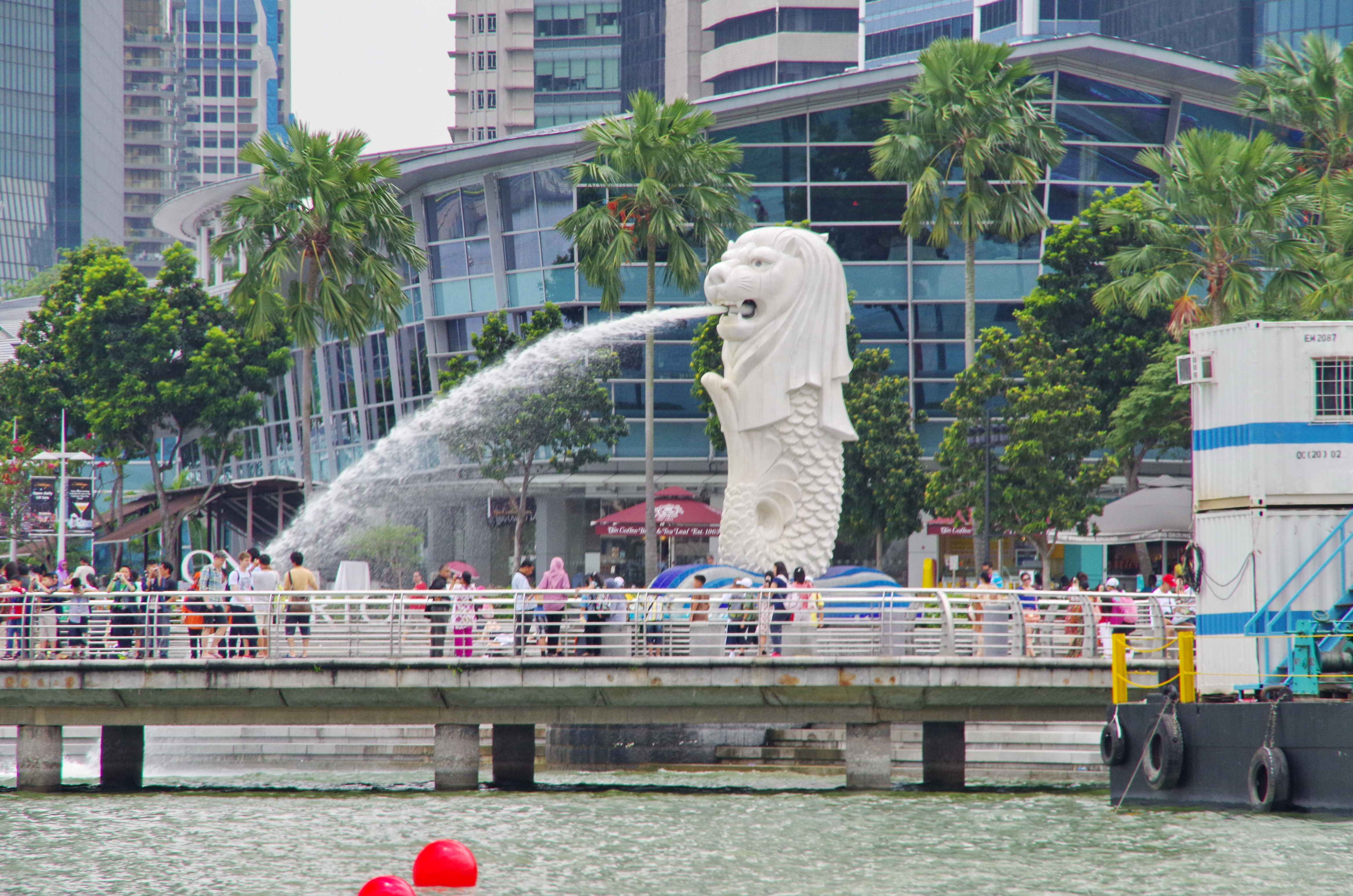
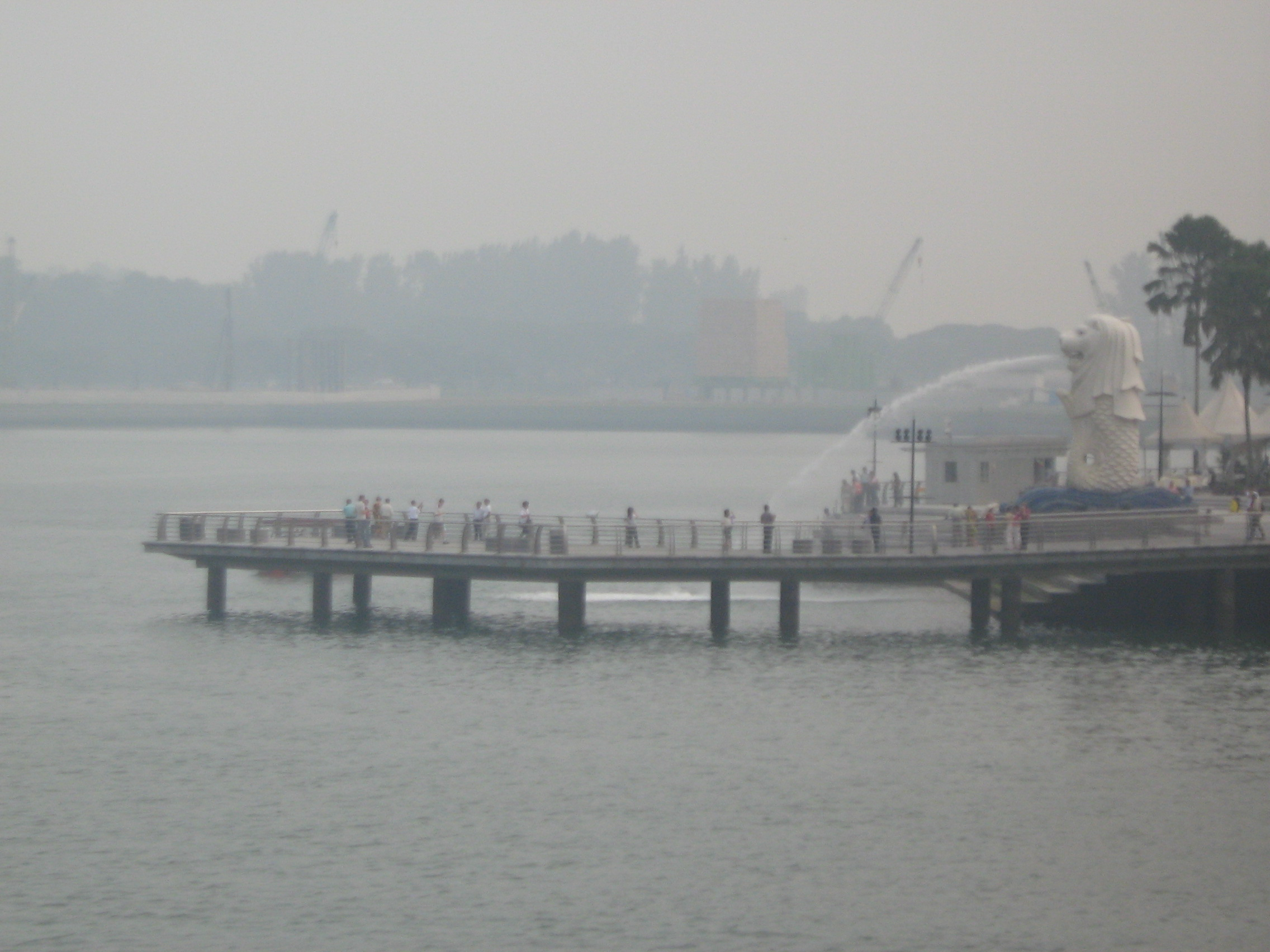
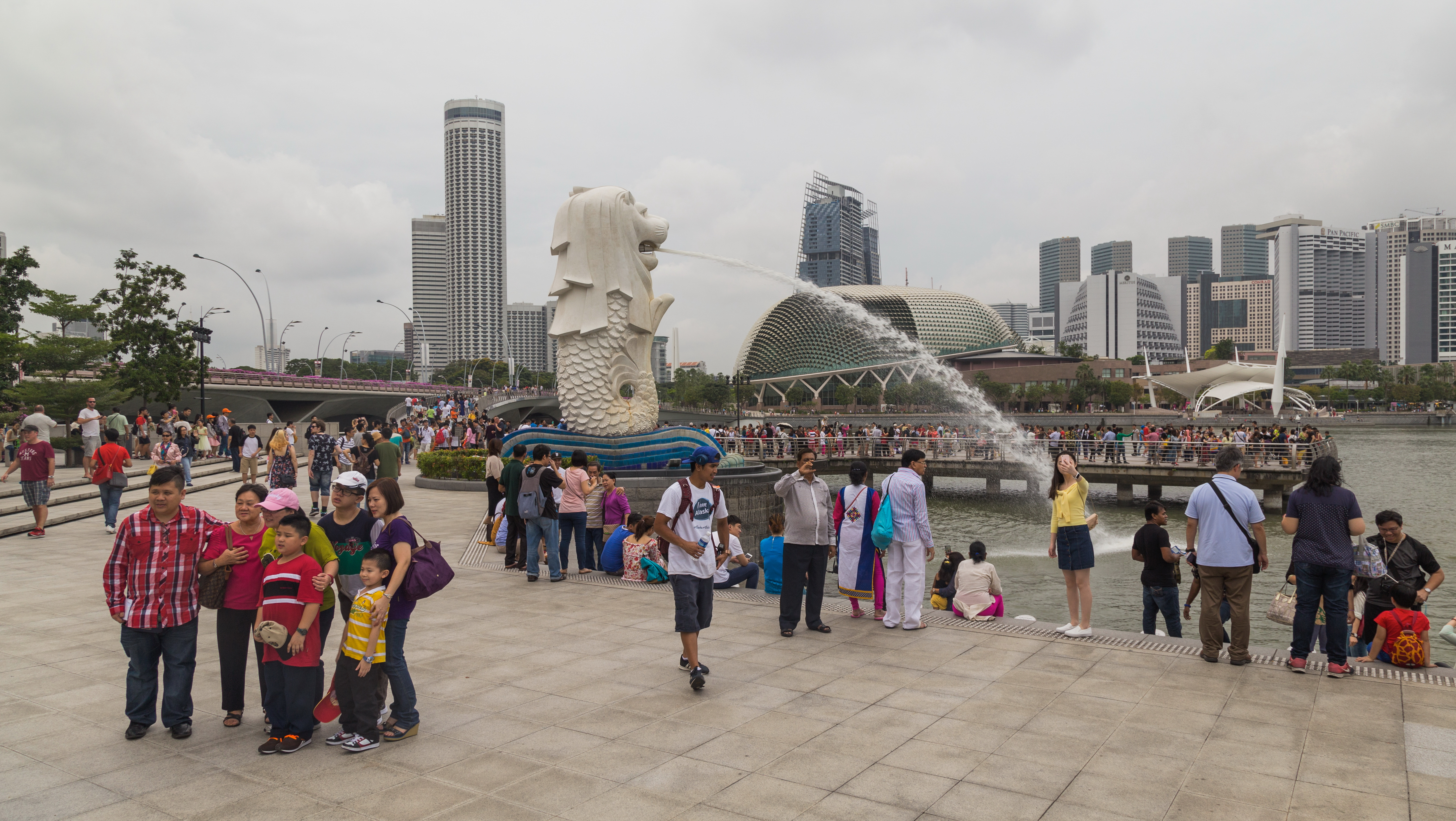
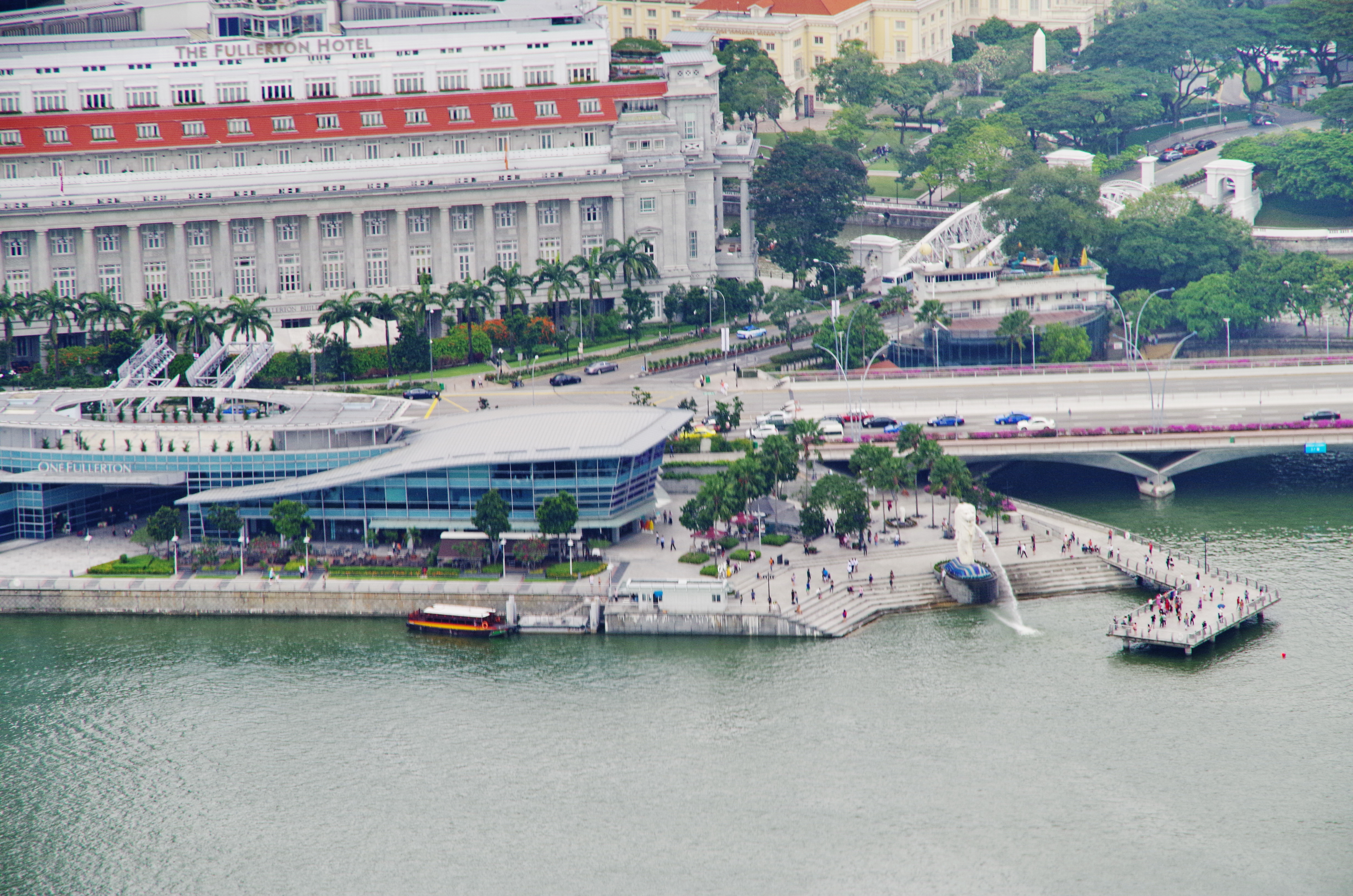